# Alexandra Carmen Lăncrănjan
Alexandra Carmen Lăncrănjan (n. 2 noiembrie 1984) este o procuroare a Direcției Naționale Anticorupție (DNA), membru al Asociației Liderjust, formator la Institutul Național al Magistraturii și Expert Național (drepturile omului) la Instititutul Național al Magistraturii.
Alexandra Lăncrănjan a susținut de asemenea o prezentare in cadrul TEDxCaleaVictorieiED, intitulată „Talking about human rights from a policy perspective”.